# Alveolata
Die Alveolata bilden ein Taxon einzelliger Eukaryoten. Zu ihnen gehören unter anderem die Dinoflagellaten (Dinoflagellata), die Apicomplexa und die Wimpertierchen (Ciliophora). Alle drei Stämme enthalten komplexe einzellige Lebewesen.

## Merkmale
Namengebendes Merkmal sind bei den einzelnen Untertaxa unterschiedlich ausgestaltete flache Vakuolen unter der Zellmembran (Pellicula), sogenannte Alveolen, die bei einigen Arten wieder verloren gegangen sind. Die Funktion dieser Alveoli ist nicht in jedem Fall bekannt. Bei Dinoflagellaten sind diese Vakuolen bei vielen Arten mit Zellulose gefüllt und werden als Theka bezeichnet.
Weitere Merkmale sind röhrenförmige oder sich flaschenähnlich verjüngende Cristae in den Mitochondrien.
Vermutlich ging die Gruppe vor 1,2 Milliarden Jahren aus einem Perkinsus-ähnlichen Vertreter hervor.

## Systematik

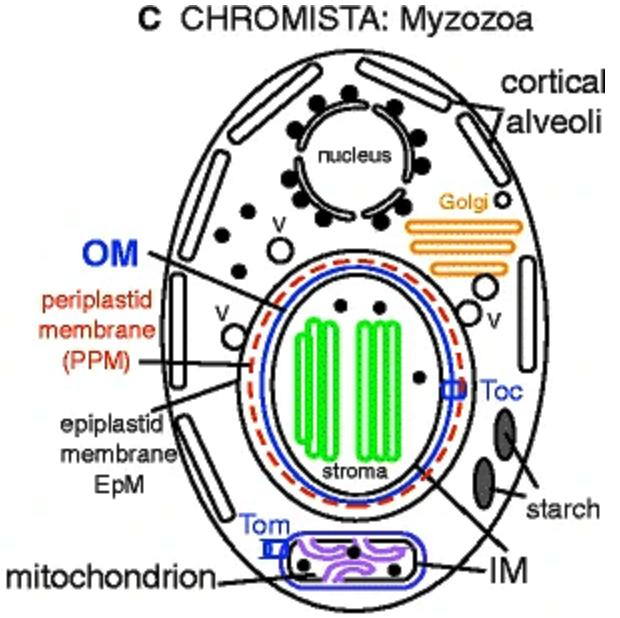
Typischer Aufbau der Alveolata wie den im früheren Taxon Myzozoa zusammengefassten Vertretern.
Thomas Cavalier-Smith.

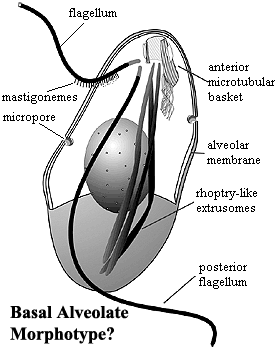
Essentielle (gemeinsame charakteristische) Strukturen der Gattungen Colpodella, Perkinsus und Parvilucifera, (möglicherweise basale) Alveolata.

Adl et al. (2012) unterteilen die Alveolata in folgende Gruppen:
- Dinoflagellaten (Dinoflagellata)
- Apicomplexa
- Wimpertierchen (Ciliophora)
- Protalveolata
  - Perkinsidae (mit Perkinsus und Parvilucifera)
  - Chromerida
  - Colpodellida (mit Colpodella)
  - Syndiniales
  - Oxyrrhis
- incertae sedis innerhalb der Alveolata:
  - Colponema
  - Ellobiopsidae

Das Taxon Protalveolata ersetzt das frühere Taxon Myzozoa Cavalier-Smith & Chao 2004 ab, das Dinoflagellaten, Apicomplexa, Chromerida und Perkinsozoa umfasste.

## Nachweise
1. ↑  F. J. R. Taylor: The Biology of dinoflagellates. Blackwell, 1987, ISBN 0-632-00915-2, doi:10.2307/1485469. Dazu:
  - William A. S. Sarjeant: Review. In: Micropaleontology, Band 35, Nr. 2, 1989, S. 191–192; JSTOR:1485469.
2. 1 2 3  
Klaus Hausmann, Norbert Hülsmann, Renate Radek: Protistology, 3. Aufl., Schweizerbart, 2003, S. 81, ISBN 3-510-65208-8.
3. ↑  Sina M. Adl, Alastair G. B. Simpson, Christopher E. Lane, Julius Lukeš, David Bass, Samuel S. Bowser, Matthew W. Brown, Fabien Burki, Micah Dunthorn, Vladimir Hampl, Aaron Heiss, Mona Hoppenrath, Enrique Lara, Line le Gall, Denis H. Lynn, Hilary McManus, Edward A. D. Mitchell, Sharon E. Mozley-Stanridge, Laura W. Parfrey, Jan Pawlowski, Sonja Rueckert, Laura Shadwick, Conrad L. Schoch, Alexey Smirnov, Frederick W. Spiegel: The Revised Classification of Eukaryotes. Journal of Eukaryotic Microbiology, Band 59, Nr. 5, S. 429–514, 28. September 2012; doi:10.1111/j.1550-7408.2012.00644.x, PDF.